# Пилипівська сільська рада (Могилів-Подільський район)
| Пилипівська сільська рада — колишній орган місцевого самоврядування у Могилів-Подільському районі Вінницької області з адміністративним центром у с. Пилипи. Сільській раді підпорядковані населені пункти: - с. Пилипи - с. Петрівка - с. Шлишківці |

## Склад ради
Рада складається з 12 депутатів та голови.

## Керівний склад сільської ради
| ПІБ                         | Основні відомості                                                                             | Дата обрання | Дата звільнення |
| --------------------------- | --------------------------------------------------------------------------------------------- | ------------ | --------------- |
| Миколайчук Вадим Степанович | Сільський голова, 1974 року народження, освіта, член Всеукраїнського об'єднання «Батьківщина» | 26.03.2006   | 31.10.2010      |
| Миколайчук Вадим Степанович | Сільський голова, 1974 року народження, освіта середня спеціальна, безпартійний               | 31.10.2010   |                 |

Примітка: таблиця складена за даними джерела